# Europees kampioenschap handbal vrouwen 2014
Het 11e Europees kampioenschap handbal vrouwen werd gehouden in Kroatië en Hongarije van zondag 7 tot en met zondag 21 december 2014.
Er deden zestien landen mee, waarvan er twaalf naar de tweede ronde gingen. Van die twaalf gingen er vier naar de knock-outfase. De Noorse dames wonnen het toernooi. Titelverdediger Montenegro moest genoegen nemen met de vierde plaats in de eindrangschikking.

## Organiserende landen
Aanvankelijk waren er twee gegadigde voor het de organisatie van het kampioenschap, Slovenië en Turkije. Beide landen hadden geen ervaring met het organiseren van een continentaal evenement. Beide kandidaten trokken hun bid later in, waardoor op het EHF congres op 24 en 25 september 2010 geen gastland gekozen kon worden.
Vervolgens heeft de Europese Handbalfederatie het bid proces opnieuw gelanceerd. 6 federaties toonde interesse om het kampioenschap te organiseren (Kroatië, Hongarije, IJsland, Slowakije, Zweden en Turkije). Tot de deadline van 28 januari 2011, ontving de EHF uiteindelijk drie bids van vier federaties:
- Hongarije/  Kroatië (gezamenlijk bid)
- Slowakije
- Turkije

Na een grondige analyse, werd allereerst Slowakije geëlimineerd omdat zij niet voldeden aan het minimum van vier speellocaties. Het EHF bestuurscollege besloot op 9 april 2011 tussen de twee overgebleven kandidaten. Hieruit kwamen het gezamenlijke bid van Hongarije en Kroatië als winnaar.

## Speellocaties
| Land      | Stad      | Hal                               | Capaciteit | Ronde              |  |
| --------- | --------- | --------------------------------- | ---------- | ------------------ |  |
| Hongarije | Boedapest | László Papp Budapest Sports Arena | 12.500     | Knock-outfase      |  |
| Hongarije | Debrecen  | Főnix Hall                        | 8.500      | Groep B Hoofdronde |  |
| Hongarije | Győr      | Audi Aréna                        | 5.000      | Groep A            |  |
| Kroatië   | Zagreb    | Arena Zagreb                      | 15.200     | Hoofdronde         |  |
| Kroatië   | Varaždin  | Varaždin Arena                    | 5.200      | Groep C            |  |
| Kroatië   | Osijek    | Gradski vrt Hall                  | 3.538      | Groep D            |  |

## Gekwalificeerde teams
| Land       | Gekwalificeerd als           | Datum van kwalificatie |
| ---------- | ---------------------------- | ---------------------- |
| Kroatië    | Gastland                     | 9 april 2011           |
| Hongarije  | Gastland                     | 9 april 2011           |
| Denemarken | Winnaar kwalificatiegroep 1  | 11 juni 2014           |
| Frankrijk  | Winnaar kwalificatiegroep 2  | 29 maart 2014          |
| Montenegro | Winnaar kwalificatiegroep 3  | 30 maart 2014          |
| Spanje     | Winnaar kwalificatiegroep 4  | 11 juni 2014           |
| Zweden     | Winnaar kwalificatiegroep 5  | 11 juni 2014           |
| Noorwegen  | Winnaar kwalificatiegroep 6  | 26 maart 2014          |
| Duitsland  | Winnaar kwalificatiegroep 7  | 29 maart 2014          |
| Oekraïne   | Nummer 2 kwalificatiegroep 1 | 15 juni 2014           |
| Slowakije  | Nummer 2 kwalificatiegroep 2 | 11 juni 2014           |
| Polen      | Nummer 2 kwalificatiegroep 3 | 14 juni 2014           |
| Nederland  | Nummer 2 kwalificatiegroep 4 | 12 juni 2014           |
| Servië     | Nummer 2 kwalificatiegroep 5 | 15 juni 2014           |
| Roemenië   | Nummer 2 kwalificatiegroep 6 | 15 juni 2014           |
| Rusland    | Nummer 2 kwalificatiegroep 7 | 29 maart 2014          |

## Groepsfase
Een land moet bij de eerste drie eindigen om door te gaan naar de tweede ronde.
De dik gedrukte namen hebben zich geplaatst voor de volgende ronde. In de hoofdronde tellen alleen de punten mee, die behaald zijn in de eerste twee wedstrijden.

### Groep A
| Pos | Team      | Wed | W | G | V | DV | DT | DS  | Ptn |
| --- | --------- | --- | - | - | - | -- | -- | --- | --- |
| 1   | Spanje    | 3   | 3 | 0 | 0 | 81 | 72 | +9  | 6   |
| 2   | Hongarije | 3   | 1 | 1 | 1 | 84 | 79 | +5  | 3   |
| 3   | Polen     | 3   | 1 | 0 | 2 | 74 | 84 | −10 | 2   |
| 4   | Rusland   | 3   | 0 | 1 | 2 | 79 | 83 | −4  | 1   |

Alle wedstrijden in groep A werden gespeeld in de Audi Arena in Györ.
| 7 december 2014 18:00 | Spanje   | 29–22   | Polen     | Toeschouwers: 3.500 Scheidsrechters: Jurinović, Mrvica (CRO) |
| 7 december 2014 18:00 | Martín 9 | (16–13) | Kudłacz 6 | Toeschouwers: 3.500 Scheidsrechters: Jurinović, Mrvica (CRO) |
| 7 december 2014 18:00 | verslag  |         |           | Toeschouwers: 3.500 Scheidsrechters: Jurinović, Mrvica (CRO) |

| 7 december 2014 20:30 | Hongarije  | 29–29   | Rusland     | Toeschouwers: 4.800 Scheidsrechters: Brunovský, Čanda (SVK) |
| 7 december 2014 20:30 | Triscsuk 6 | (14–15) | Dmitrieva 7 | Toeschouwers: 4.800 Scheidsrechters: Brunovský, Čanda (SVK) |
| 7 december 2014 20:30 | verslag    |         |             | Toeschouwers: 4.800 Scheidsrechters: Brunovský, Čanda (SVK) |

| 9 december 2014 18:15 | Rusland           | 24–25   | Spanje   | Toeschouwers: 2.500 Scheidsrechters: Erdoğan, Özdeniz (TUR) |
| 9 december 2014 18:15 | Kuznetcova, Sen 5 | (14–13) | Martín 9 | Toeschouwers: 2.500 Scheidsrechters: Erdoğan, Özdeniz (TUR) |
| 9 december 2014 18:15 | verslag           |         |          | Toeschouwers: 2.500 Scheidsrechters: Erdoğan, Özdeniz (TUR) |

| 9 december 2014 20:30 | Polen     | 23–29  | Hongarije       | Toeschouwers: 3.000 Scheidsrechters: Opava, Válek (CZE) |
| 9 december 2014 20:30 | Kudłacz 7 | (7–14) | Mayer, Tomori 6 | Toeschouwers: 3.000 Scheidsrechters: Opava, Válek (CZE) |
| 9 december 2014 20:30 | verslag   |        |                 | Toeschouwers: 3.000 Scheidsrechters: Opava, Válek (CZE) |

| 11 december 2014 18:15 | Rusland           | 26–29   | Polen     | Toeschouwers: 4.100 Scheidsrechters: Schulze, Tönnies (GER) |
| 11 december 2014 18:15 | Bliznova, Punko 7 | (11–13) | Kudłacz 9 | Toeschouwers: 4.100 Scheidsrechters: Schulze, Tönnies (GER) |
| 11 december 2014 18:15 | verslag           |         |           | Toeschouwers: 4.100 Scheidsrechters: Schulze, Tönnies (GER) |

| 11 december 2014 20:30 | Hongarije          | 26–27   | Spanje    | Toeschouwers: 4.800 Scheidsrechters: Bonaventura, Bonaventura (FRA) |
| 11 december 2014 20:30 | Tomori, Triscsuk 6 | (13–13) | Martín 10 | Toeschouwers: 4.800 Scheidsrechters: Bonaventura, Bonaventura (FRA) |
| 11 december 2014 20:30 | verslag            |         |           | Toeschouwers: 4.800 Scheidsrechters: Bonaventura, Bonaventura (FRA) |

### Groep B
| Pos | Team       | Wed | W | G | V | DV | DT | DS  | Ptn |
| --- | ---------- | --- | - | - | - | -- | -- | --- | --- |
| 1   | Noorwegen  | 3   | 3 | 0 | 0 | 88 | 63 | +25 | 6   |
| 2   | Denemarken | 3   | 1 | 1 | 1 | 82 | 79 | +3  | 3   |
| 3   | Roemenië   | 3   | 1 | 1 | 1 | 71 | 78 | −7  | 3   |
| 4   | Oekraïne   | 3   | 0 | 0 | 3 | 68 | 89 | −21 | 0   |

Alle wedstrijden in groep B werden gespeeld in de Főnix Hall in Debrecen.
| 7 december 2014 18:15 | Noorwegen | 27–19  | Roemenië | Toeschouwers: 2.000 Scheidsrechters: Bonaventura, Bonaventura (FRA) |
| 7 december 2014 18:15 | Oftedal 5 | (16–7) | Neagu 7  | Toeschouwers: 2.000 Scheidsrechters: Bonaventura, Bonaventura (FRA) |
| 7 december 2014 18:15 | verslag   |        |          | Toeschouwers: 2.000 Scheidsrechters: Bonaventura, Bonaventura (FRA) |

| 7 december 2014 20:30 | Denemarken | 32–23   | Oekraïne      | Toeschouwers: 1.500 Scheidsrechters: Erdoğan, Özdeniz (TUR) |
| 7 december 2014 20:30 | Nørgaard 8 | (14–11) | Borshchenko 7 | Toeschouwers: 1.500 Scheidsrechters: Erdoğan, Özdeniz (TUR) |
| 7 december 2014 20:30 | verslag    |         |               | Toeschouwers: 1.500 Scheidsrechters: Erdoğan, Özdeniz (TUR) |

| 9 december 2014 18:15 | Roemenië          | 29–29   | Denemarken | Toeschouwers: 1.500 Scheidsrechters: Brunovský, Čanda (SVK) |
| 9 december 2014 18:15 | Neagu, Țăcălie 10 | (16–12) | Fisker 8   | Toeschouwers: 1.500 Scheidsrechters: Brunovský, Čanda (SVK) |
| 9 december 2014 18:15 | verslag           |         |            | Toeschouwers: 1.500 Scheidsrechters: Brunovský, Čanda (SVK) |

| 9 december 2014 20:30 | Oekraïne | 23–34   | Noorwegen       | Toeschouwers: 1.500 Scheidsrechters: Schulze, Tönnies (GER) |
| 9 december 2014 20:30 | Glibko 7 | (13–17) | Mørk, Solberg 6 | Toeschouwers: 1.500 Scheidsrechters: Schulze, Tönnies (GER) |
| 9 december 2014 20:30 | verslag  |         |                 | Toeschouwers: 1.500 Scheidsrechters: Schulze, Tönnies (GER) |

| 11 december 2014 18:15 | Roemenië | 23–22  | Oekraïne       | Toeschouwers: 2.200 Scheidsrechters: Jurinović, Mrvica (CRO) |
| 11 december 2014 18:15 | Neagu 8  | (12–9) | Borshchenko 10 | Toeschouwers: 2.200 Scheidsrechters: Jurinović, Mrvica (CRO) |
| 11 december 2014 18:15 | verslag  |        |                | Toeschouwers: 2.200 Scheidsrechters: Jurinović, Mrvica (CRO) |

| 11 december 2014 20:30 | Noorwegen | 27–21   | Denemarken           | Toeschouwers: 2.000 Scheidsrechters: Opava, Válek (CZE) |
| 11 december 2014 20:30 | Løke 7    | (12–13) | Burgaard, Nørgaard 4 | Toeschouwers: 2.000 Scheidsrechters: Opava, Válek (CZE) |
| 11 december 2014 20:30 | verslag   |         |                      | Toeschouwers: 2.000 Scheidsrechters: Opava, Válek (CZE) |

### Groep C
| Pos | Team      | Wed | W | G | V | DV | DT | DS | Ptn |
| --- | --------- | --- | - | - | - | -- | -- | -- | --- |
| 1   | Zweden    | 3   | 2 | 1 | 0 | 99 | 90 | +9 | 5   |
| 2   | Nederland | 3   | 1 | 1 | 1 | 86 | 87 | −1 | 3   |
| 3   | Duitsland | 3   | 1 | 0 | 2 | 84 | 92 | −8 | 2   |
| 4   | Kroatië   | 3   | 1 | 0 | 2 | 83 | 83 | 0  | 2   |

Alle wedstrijden in groep C werden gespeeld in de Varaždin Arena in Varaždin.
| 8 december 2014 18:00 | Duitsland               | 26–29   | Nederland | Toeschouwers: 2.000 Scheidsrechters: Horváth, Márton (HUN) |
| 8 december 2014 18:00 | Huber, Naidzinavicius 6 | (11–12) | Polman 7  | Toeschouwers: 2.000 Scheidsrechters: Horváth, Márton (HUN) |
| 8 december 2014 18:00 | verslag                 |         |           | Toeschouwers: 2.000 Scheidsrechters: Horváth, Márton (HUN) |

| 8 december 2014 20:15 | Zweden    | 30–28   | Kroatië          | Toeschouwers: 3.400 Scheidsrechters: Zotin, Volodkov (RUS) |
| 8 december 2014 20:15 | Gulldén 7 | (17–17) | Penezić, Zebić 6 | Toeschouwers: 3.400 Scheidsrechters: Zotin, Volodkov (RUS) |
| 8 december 2014 20:15 | verslag   |         |                  | Toeschouwers: 3.400 Scheidsrechters: Zotin, Volodkov (RUS) |

| 10 december 2014 18:00 | Nederland | 30–30   | Zweden | Toeschouwers: 1.500 Scheidsrechters: Marín, García (ESP) |
| 10 december 2014 18:00 | Polman 10 | (14–14) | Odén 7 | Toeschouwers: 1.500 Scheidsrechters: Marín, García (ESP) |
| 10 december 2014 18:00 | verslag   |         |        | Toeschouwers: 1.500 Scheidsrechters: Marín, García (ESP) |

| 10 december 2014 20:15 | Kroatië    | 24–26   | Duitsland               | Toeschouwers: 3.000 Scheidsrechters: Florescu, Stoia (ROU) |
| 10 december 2014 20:15 | Penezić 13 | (14–13) | Minevskaja, S. Müller 5 | Toeschouwers: 3.000 Scheidsrechters: Florescu, Stoia (ROU) |
| 10 december 2014 20:15 | verslag    |         |                         | Toeschouwers: 3.000 Scheidsrechters: Florescu, Stoia (ROU) |

| 12 december 2014 18:00 | Zweden     | 39–32   | Duitsland    | Toeschouwers: 1.300 Scheidsrechters: Stenrand, Birch (DEN) |
| 12 december 2014 18:00 | Gulldén 10 | (23–17) | Nadgornaja 9 | Toeschouwers: 1.300 Scheidsrechters: Stenrand, Birch (DEN) |
| 12 december 2014 18:00 | verslag    |         |              | Toeschouwers: 1.300 Scheidsrechters: Stenrand, Birch (DEN) |

| 12 december 2014 20:15 | Kroatië    | 31–27   | Nederland         | Toeschouwers: 3.000 Scheidsrechters: Arntsen, Røen (NOR) |
| 12 december 2014 20:15 | Penezić 11 | (17–15) | Van der Heijden 5 | Toeschouwers: 3.000 Scheidsrechters: Arntsen, Røen (NOR) |
| 12 december 2014 20:15 | verslag    |         |                   | Toeschouwers: 3.000 Scheidsrechters: Arntsen, Røen (NOR) |

### Groep D
| Pos | Team       | Wed | W | G | V | DV | DT | DS  | Ptn |
| --- | ---------- | --- | - | - | - | -- | -- | --- | --- |
| 1   | Frankrijk  | 3   | 3 | 0 | 0 | 72 | 54 | +18 | 6   |
| 2   | Montenegro | 3   | 2 | 0 | 1 | 70 | 67 | +3  | 4   |
| 3   | Slowakije  | 3   | 1 | 0 | 2 | 65 | 70 | −5  | 2   |
| 4   | Servië     | 3   | 0 | 0 | 3 | 56 | 72 | −16 | 0   |

Alle wedstrijden in groep D werden gespeeld in de Gradski vrt Hall in Osijek.
| 8 december 2014 18:00 | Frankrijk | 21–18 | Slowakije             | Toeschouwers: 1.300 Scheidsrechters: Stenrand, Birch (DEN) |
| 8 december 2014 18:00 | Dembélé 6 | (7–9) | Školková, Trehubová 4 | Toeschouwers: 1.300 Scheidsrechters: Stenrand, Birch (DEN) |
| 8 december 2014 18:00 | verslag   |       |                       | Toeschouwers: 1.300 Scheidsrechters: Stenrand, Birch (DEN) |

| 8 december 2014 20:15 | Montenegro              | 22–19  | Servië  | Toeschouwers: 2.200 Scheidsrechters: Florescu, Stoia (ROU) |
| 8 december 2014 20:15 | K. Bulatović, Lazović 5 | (10–8) | Lekić 6 | Toeschouwers: 2.200 Scheidsrechters: Florescu, Stoia (ROU) |
| 8 december 2014 20:15 | verslag                 |        |         | Toeschouwers: 2.200 Scheidsrechters: Florescu, Stoia (ROU) |

| 10 december 2014 18:00 | Servië                 | 16–27  | Frankrijk   | Toeschouwers: 1.400 Scheidsrechters: Horváth, Márton (HUN) |
| 10 december 2014 18:00 | Rajović, Stoiljković 4 | (3–11) | Lacrabère 6 | Toeschouwers: 1.400 Scheidsrechters: Horváth, Márton (HUN) |
| 10 december 2014 18:00 | verslag                |        |             | Toeschouwers: 1.400 Scheidsrechters: Horváth, Márton (HUN) |

| 10 december 2014 20:15 | Slowakije  | 24–28   | Montenegro  | Toeschouwers: 1.900 Scheidsrechters: Arntsen, Røen (NOR) |
| 10 december 2014 20:15 | Dubajová 5 | (10–20) | Radičević 6 | Toeschouwers: 1.900 Scheidsrechters: Arntsen, Røen (NOR) |
| 10 december 2014 20:15 | verslag    |         |             | Toeschouwers: 1.900 Scheidsrechters: Arntsen, Røen (NOR) |

| 12 december 2014 18:00 | Montenegro | 20–24   | Frankrijk | Toeschouwers: 2.000 Scheidsrechters: Zotin, Volodkov (RUS) |
| 12 december 2014 18:00 | Knežević 6 | (12–12) | Pineau 8  | Toeschouwers: 2.000 Scheidsrechters: Zotin, Volodkov (RUS) |
| 12 december 2014 18:00 | verslag    |         |           | Toeschouwers: 2.000 Scheidsrechters: Zotin, Volodkov (RUS) |

| 12 december 2014 20:15 | Servië   | 21–23  | Slowakije    | Toeschouwers: 2.600 Scheidsrechters: Marín, García (ESP) |
| 12 december 2014 20:15 | Cvijić 6 | (11–6) | Jakubisová 8 | Toeschouwers: 2.600 Scheidsrechters: Marín, García (ESP) |
| 12 december 2014 20:15 | verslag  |        |              | Toeschouwers: 2.600 Scheidsrechters: Marín, García (ESP) |

## Hoofdronde

### Groep I
In groep I speelden de eerste drie landen uit de groepen A en B. De resultaten uit de voorronde bleven staan. Alle wedstrijden in groep I werden gespeeld in de Főnix Hall in Debrecen.
| Pos | Team       | Wed | W | G | V | DV  | DT  | DS  | Ptn |
| --- | ---------- | --- | - | - | - | --- | --- | --- | --- |
| 1   | Noorwegen  | 5   | 4 | 0 | 1 | 134 | 119 | +15 | 8   |
| 2   | Spanje     | 5   | 3 | 0 | 2 | 131 | 121 | +10 | 6   |
| 3   | Hongarije  | 5   | 3 | 0 | 2 | 124 | 117 | +7  | 6   |
| 4   | Denemarken | 5   | 2 | 1 | 2 | 123 | 124 | −1  | 5   |
| 5   | Roemenië   | 5   | 2 | 1 | 2 | 113 | 115 | −2  | 5   |
| 6   | Polen      | 5   | 0 | 0 | 5 | 88  | 112 | −24 | 0   |

| 13 december 2014 16:00 | Polen      | 19–28 | Denemarken | Toeschouwers: 2.500 Scheidsrechters: Erdoğan, Özdeniz (TUR) |
| 13 december 2014 16:00 | Siódmiak 5 | (9–9) | Fisker 6   | Toeschouwers: 2.500 Scheidsrechters: Erdoğan, Özdeniz (TUR) |
| 13 december 2014 16:00 | verslag    |       |            | Toeschouwers: 2.500 Scheidsrechters: Erdoğan, Özdeniz (TUR) |

| 13 december 2014 18:15 | Spanje  | 26–29   | Noorwegen    | Toeschouwers: 4.000 Scheidsrechters: Jurinović, Mrvica (CRO) |
| 13 december 2014 18:15 | Pena 7  | (16–16) | Riegelhuth 7 | Toeschouwers: 4.000 Scheidsrechters: Jurinović, Mrvica (CRO) |
| 13 december 2014 18:15 | verslag |         |              | Toeschouwers: 4.000 Scheidsrechters: Jurinović, Mrvica (CRO) |

| 13 december 2014 20:30 | Hongarije               | 20–19  | Roemenië | Toeschouwers: 5.370 Scheidsrechters: Zotin, Volodkov (RUS) |
| 13 december 2014 20:30 | Szucsánszki, Triscsuk 4 | (10–8) | Neagu 8  | Toeschouwers: 5.370 Scheidsrechters: Zotin, Volodkov (RUS) |
| 13 december 2014 20:30 | verslag                 |        |          | Toeschouwers: 5.370 Scheidsrechters: Zotin, Volodkov (RUS) |

| 15 december 2014 16:00 | Spanje   | 20–22  | Roemenië | Toeschouwers: 1.500 Scheidsrechters: Brunovský, Čanda (SVK) |
| 15 december 2014 16:00 | Pinedo 5 | (14–9) | Neagu 7  | Toeschouwers: 1.500 Scheidsrechters: Brunovský, Čanda (SVK) |
| 15 december 2014 16:00 | verslag  |        |          | Toeschouwers: 1.500 Scheidsrechters: Brunovský, Čanda (SVK) |

| 15 december 2014 18:15 | Polen    | 24–26   | Noorwegen | Toeschouwers: 2.500 Scheidsrechters: Schulze, Tönnies (GER) |
| 15 december 2014 18:15 | Drabik 5 | (15–11) | Mørk 11   | Toeschouwers: 2.500 Scheidsrechters: Schulze, Tönnies (GER) |
| 15 december 2014 18:15 | verslag  |         |           | Toeschouwers: 2.500 Scheidsrechters: Schulze, Tönnies (GER) |

| 15 december 2014 20:30 | Hongarije      | 20–23  | Denemarken     | Toeschouwers: 5.000 Scheidsrechters: Bonaventura, Bonaventura (FRA) |
| 15 december 2014 20:30 | Tomori, Tóth 5 | (9–11) | L. Jørgensen 6 | Toeschouwers: 5.000 Scheidsrechters: Bonaventura, Bonaventura (FRA) |
| 15 december 2014 20:30 | verslag        |        |                | Toeschouwers: 5.000 Scheidsrechters: Bonaventura, Bonaventura (FRA) |

| 17 december 2014 16:00 | Polen             | 19–24  | Roemenië | Toeschouwers: 1.200 Scheidsrechters: Erdoğan, Özdeniz (TUR) |
| 17 december 2014 16:00 | vijf speelsters 3 | (9–11) | Neagu 9  | Toeschouwers: 1.200 Scheidsrechters: Erdoğan, Özdeniz (TUR) |
| 17 december 2014 16:00 | verslag           |        |          | Toeschouwers: 1.200 Scheidsrechters: Erdoğan, Özdeniz (TUR) |

| 17 december 2014 18:15 | Spanje    | 29–22   | Denemarken     | Toeschouwers: 3.000 Scheidsrechters: Zotin, Volodkov (RUS) |
| 17 december 2014 18:15 | Barbosa 6 | (15–12) | L. Jørgensen 7 | Toeschouwers: 3.000 Scheidsrechters: Zotin, Volodkov (RUS) |
| 17 december 2014 18:15 | verslag   |         |                | Toeschouwers: 3.000 Scheidsrechters: Zotin, Volodkov (RUS) |

| 17 december 2014 20:30 | Hongarije | 29–25   | Noorwegen | Toeschouwers: 4.800 Scheidsrechters: Jurinović, Mrvica (CRO) |
| 17 december 2014 20:30 | Bulath 6  | (15–11) | Løke 6    | Toeschouwers: 4.800 Scheidsrechters: Jurinović, Mrvica (CRO) |
| 17 december 2014 20:30 | verslag   |         |           | Toeschouwers: 4.800 Scheidsrechters: Jurinović, Mrvica (CRO) |

### Groep II
In groep II speelden de landen uit voorronde groep C en D. De resultaten uit de voorronde bleven staan. Alle wedstrijden werden gespeeld in de Arena Zagreb in Zagreb.
| Pos | Team       | Wed | W | G | V | DV  | DT  | DS  | Ptn |
| --- | ---------- | --- | - | - | - | --- | --- | --- | --- |
| 1   | Montenegro | 5   | 4 | 0 | 1 | 136 | 124 | +12 | 8   |
| 2   | Zweden     | 5   | 3 | 1 | 1 | 158 | 140 | +18 | 7   |
| 3   | Frankrijk  | 5   | 3 | 1 | 1 | 115 | 109 | +6  | 7   |
| 4   | Nederland  | 5   | 2 | 1 | 2 | 134 | 127 | +7  | 5   |
| 5   | Duitsland  | 5   | 1 | 1 | 3 | 138 | 141 | −3  | 3   |
| 6   | Slowakije  | 5   | 0 | 0 | 5 | 106 | 146 | −40 | 0   |

| 14 december 2014 15:45 | Duitsland | 20–27   | Montenegro | Toeschouwers: 1.200 Scheidsrechters: Opava, Válek (CZE) |
| 14 december 2014 15:45 | Zapf 6    | (10–12) | Knežević 8 | Toeschouwers: 1.200 Scheidsrechters: Opava, Válek (CZE) |
| 14 december 2014 15:45 | verslag   |         |            | Toeschouwers: 1.200 Scheidsrechters: Opava, Válek (CZE) |

| 14 december 2014 18:00 | Zweden   | 29–26   | Frankrijk    | Toeschouwers: 1.500 Scheidsrechters: Marín, García (ESP) |
| 14 december 2014 18:00 | Hagman 7 | (12–14) | Lacrabère 10 | Toeschouwers: 1.500 Scheidsrechters: Marín, García (ESP) |
| 14 december 2014 18:00 | verslag  |         |              | Toeschouwers: 1.500 Scheidsrechters: Marín, García (ESP) |

| 14 december 2014 20:15 | Nederland | 30–20   | Slowakije  | Toeschouwers: 1.200 Scheidsrechters: Arntsen, Røen (NOR) |
| 14 december 2014 20:15 | Polman 7  | (17–10) | Školková 6 | Toeschouwers: 1.200 Scheidsrechters: Arntsen, Røen (NOR) |
| 14 december 2014 20:15 | verslag   |         |            | Toeschouwers: 1.200 Scheidsrechters: Arntsen, Røen (NOR) |

| 16 december 2014 15:45 | Nederland | 27–31   | Montenegro      | Toeschouwers: 1.500 Scheidsrechters: Florescu, Stoia (ROU) |
| 16 december 2014 15:45 | Polman 8  | (13–15) | K. Bulatović 10 | Toeschouwers: 1.500 Scheidsrechters: Florescu, Stoia (ROU) |
| 16 december 2014 15:45 | verslag   |         |                 | Toeschouwers: 1.500 Scheidsrechters: Florescu, Stoia (ROU) |

| 16 december 2014 18:00 | Zweden    | 31–22   | Slowakije  | Toeschouwers: 1.300 Scheidsrechters: Horváth, Márton (HUN) |
| 16 december 2014 18:00 | Gulldén 9 | (17–11) | Szarková 7 | Toeschouwers: 1.300 Scheidsrechters: Horváth, Márton (HUN) |
| 16 december 2014 18:00 | verslag   |         |            | Toeschouwers: 1.300 Scheidsrechters: Horváth, Márton (HUN) |

| 16 december 2014 20:15 | Duitsland | 24–24   | Frankrijk           | Toeschouwers: 800 Scheidsrechters: Stenrand, Birch (DEN) |
| 16 december 2014 20:15 | Geschke 9 | (13–10) | Baudouin, Dembélé 5 | Toeschouwers: 800 Scheidsrechters: Stenrand, Birch (DEN) |
| 16 december 2014 20:15 | verslag   |         |                     | Toeschouwers: 800 Scheidsrechters: Stenrand, Birch (DEN) |

| 17 december 2014 15:45 | Zweden    | 29–30   | Montenegro  | Toeschouwers: 1.000 Scheidsrechters: Horváth, Márton (HUN) |
| 17 december 2014 15:45 | Gulldén 9 | (18–13) | Radičević 9 | Toeschouwers: 1.000 Scheidsrechters: Horváth, Márton (HUN) |
| 17 december 2014 15:45 | verslag   |         |             | Toeschouwers: 1.000 Scheidsrechters: Horváth, Márton (HUN) |

| 17 december 2014 18:00 | Duitsland     | 36–22   | Slowakije  | Toeschouwers: 600 Scheidsrechters: Arntsen, Røen (NOR) |
| 17 december 2014 18:00 | Huber, Lang 6 | (17–10) | Dubajová 5 | Toeschouwers: 600 Scheidsrechters: Arntsen, Røen (NOR) |
| 17 december 2014 18:00 | verslag       |         |            | Toeschouwers: 600 Scheidsrechters: Arntsen, Røen (NOR) |

| 17 december 2014 20:15 | Nederland | 18–20 | Frankrijk         | Toeschouwers: 600 Scheidsrechters: Opava, Válek (CZE) |
| 17 december 2014 20:15 | Groot 10  | (9–7) | drie speelsters 4 | Toeschouwers: 600 Scheidsrechters: Opava, Válek (CZE) |
| 17 december 2014 20:15 | verslag   |       |                   | Toeschouwers: 600 Scheidsrechters: Opava, Válek (CZE) |

### Halve finale
| 19 december 2014 18:00 | Montenegro  | 18–19  | Spanje   | László Papp Budapest Sports Arena, Boedapest Toeschouwers: 3.500 Scheidsrechters: Brunovský, Čanda (SVK) |
| 19 december 2014 18:00 | Radičević 6 | (8–13) | Pinedo 5 | László Papp Budapest Sports Arena, Boedapest Toeschouwers: 3.500 Scheidsrechters: Brunovský, Čanda (SVK) |
| 19 december 2014 18:00 | verslag     |        |          | László Papp Budapest Sports Arena, Boedapest Toeschouwers: 3.500 Scheidsrechters: Brunovský, Čanda (SVK) |

| 19 december 2014 20:30 | Noorwegen | 29–25   | Zweden    | László Papp Budapest Sports Arena, Boedapest Toeschouwers: 3.500 Scheidsrechters: Jurinović, Mrvica (CRO) |
| 19 december 2014 20:30 | Løke 6    | (13–11) | Gulldén 9 | László Papp Budapest Sports Arena, Boedapest Toeschouwers: 3.500 Scheidsrechters: Jurinović, Mrvica (CRO) |
| 19 december 2014 20:30 | verslag   |         |           | László Papp Budapest Sports Arena, Boedapest Toeschouwers: 3.500 Scheidsrechters: Jurinović, Mrvica (CRO) |

### Wedstrijd om plaats 5
| 19 december 2014 15:30 | Hongarije   | 25–26   | Frankrijk   | László Papp Budapest Sports Arena, Boedapest Toeschouwers: 3.500 Scheidsrechters: Opava, Válek (CZE) |
| 19 december 2014 15:30 | Triscsuk 10 | (13–16) | Nze Minko 7 | László Papp Budapest Sports Arena, Boedapest Toeschouwers: 3.500 Scheidsrechters: Opava, Válek (CZE) |
| 19 december 2014 15:30 | verslag     |         |             | László Papp Budapest Sports Arena, Boedapest Toeschouwers: 3.500 Scheidsrechters: Opava, Válek (CZE) |

### Troostfinale
| 21 december 2014 15:30 | Zweden    | 25–23   | Montenegro     | László Papp Budapest Sports Arena, Boedapest Toeschouwers: 5.500 Scheidsrechters: Arntsen, Røen (NOR) |
| 21 december 2014 15:30 | Gulldén 7 | (11–12) | K. Bulatović 8 | László Papp Budapest Sports Arena, Boedapest Toeschouwers: 5.500 Scheidsrechters: Arntsen, Røen (NOR) |
| 21 december 2014 15:30 | verslag   |         |                | László Papp Budapest Sports Arena, Boedapest Toeschouwers: 5.500 Scheidsrechters: Arntsen, Røen (NOR) |

### Finale
| 21 december 2014 18:00 | Noorwegen           | 28–25   | Spanje  | László Papp Budapest Sports Arena, Boedapest Toeschouwers: 7.500 Scheidsrechters: Bonaventura, Bonaventura (FRA) |
| 21 december 2014 18:00 | Riegelhuth Koren 10 | (10–12) | Pena 10 | László Papp Budapest Sports Arena, Boedapest Toeschouwers: 7.500 Scheidsrechters: Bonaventura, Bonaventura (FRA) |
| 21 december 2014 18:00 | verslag             |         |         | László Papp Budapest Sports Arena, Boedapest Toeschouwers: 7.500 Scheidsrechters: Bonaventura, Bonaventura (FRA) |

## Eindrangschikking en onderscheidingen

### Eindrangschikking
| Rang | Team       |
| ---- | ---------- |
|      | Noorwegen  |
|      | Spanje     |
|      | Zweden     |
| 4    | Montenegro |
| 5    | Frankrijk  |
| 6    | Hongarije  |
| 7    | Nederland  |
| 8    | Denemarken |
| 9    | Roemenië   |
| 10   | Duitsland  |
| 11   | Polen      |
| 12   | Slowakije  |
| 13   | Kroatië    |
| 14   | Rusland    |
| 15   | Servië     |
| 16   | Oekraïne   |

|  | Gekwalificeerd voor het WK 2015.                                                      |
|  | Gekwalificeerd voor de Olympische Zomerspelen 2016 en play-offs kwalificatie WK 2015. |
|  | Gekwalificeerd voor het OKT 2016 en play-offs kwalificatie WK 2015.                   |
|  | Reeds gekwalificeerd voor het WK 2015 als gastland.                                   |
|  | Naar play-offs kwalificatie WK 2015.                                                  |

| Europees kampioen vrouwen 2014 · Noorwegen · 6e titel Selectie: Kari Aalvik Grimsbø, Betina Riegelhuth, Emilie Hegh Arntzen, Veronica Kristiansen, Ida Alstad, Heidi Løke, Karoline Dyhre Breivang, Nora Mørk, Stine Bredal Oftedal, Silje Solberg, Ida Bjørndalen Karlsson, Emily Stang Sando, Linn-Kristin Riegelhuth, Maja Jakobsen, Camilla Herrem, Sanna Solberg en Pernille Wibe. · Bondscoach: Thorir Hergeirsson. |

### Onderscheidingen
All-Star Team
- Keeper:  Silje Solberg
- Rechterhoek:  Carmen Martín
- Rechteropbouw:  Nora Mørk
- Middenopbouw:  Kristina Kristiansen
- Linkeropbouw:  Cristina Neagu
- Linkerhoek:  Maria Fisker
- Cirkelloper:  Heidi Løke

Overige onderscheidingen
- Meest waardevolle speler:  Isabelle Gulldén
- Best verdedigende speler:  Sabina Jacobsen

1. 1 2  Noorwegen was als kampioen direct geplaatst voor de Olympische Zomerspelen 2016. In 2015 werd Noorwegen ook wereldkampioen en plaatste zich daarmee opnieuw voor de Olympische Spelen, de directe plek olympische startplek van het EK schoof daarmee door naar Spanje.

## Uitzendrechten
Rechthebbenden voor televisie en internet-uitzendingen waren:
Deelnemende landen
Groep A
- Spanje – Teledeporte
- Hongarije – Sport1, MTVA
- Polen – TVP
- Rusland – NTV plus

Groep B
- Noorwegen – TV 2 Norge
- Denemarken – TV 2, TV 3 Sport
- Roemenië – TVR
- Oekraïne – geen uitzendrechten

Groep C
- Zweden – TV4
- Nederland – NOS.nl (enkel online)[6]
- Duitsland – Sport 1
- Kroatië – HRT

Groep D
- Frankrijk – Canal+, Sport+
- Montenegro – RTCG
- Slowakije – SVK TV, Sport1)
- Servië – RTS

Overige landen/markten
- Andorra – Canal+ / Sport+
- Australië – Al Jazeera
- Baltische staten: Viasat Baltics
- België – BeTV
- Bosnië en Herzegovina – BHRT
- Brazilië – Bandsports
- Bulgarije – Bulsat
- Finland – Viasat Baltics
- IJsland – RÚV
- Israël – Charlton Ltd.
- Moldavië – NTV plus
- Noord-Macedonië – Alfa TV
- Midden-Oosten - Al Jazeera
- Oostenrijk – ORF SPORT+
- Portugal – Sport TV
- Slovenië – Radiotelevizija Slovenija
- Tsjechië – Sport1
- Verenigde Staten,  Canada – Al Jazeera
- Zuid-Amerika – Televisa Deportes Network
- Wit-Rusland – NTV plus
- Wereldwijd – ehfTV.com